# Liquidambar excelsa
Liquidambar excelsa är en tvåhjärtbladig växtart som först beskrevs av Noronha, och fick sitt nu gällande namn av Lorenz Oken. Liquidambar excelsa ingår i släktet Liquidambar och familjen Altingiaceae. Inga underarter finns listade i Catalogue of Life.